# Курелац, Франьо
Франьо Курелац (хорв. Fran Kurelac; 14 января 1811, Брувно-у-Лики, — 18 июня 1874, Загреб) — хорватский этнограф и филолог.
Знаток живых славянских наречий; участник движения иллирийцев против венгров, агитатор и ходатай перед австрийским правительством; путешествовал по Хорватии, чтобы личным влиянием вызывать сочувствие к народному делу. Написал: «Preporod slovinske knjige na Jugu» (1853); «Fluminensia» (1862); «Recimo koju» (1860) — обзор хорватско-сербского языка и литературы. Его язык и слог весьма оригинальны, благодаря близкому знакомству с древним хорватскими языком.